# Dangerous (James Blunt)
Dangerous è un singolo del cantautore britannico James Blunt, pubblicato il 26 luglio 2011 come quinto e ultimo estratto dal terzo album in studio Some Kind of Trouble.

## Descrizione
Scritto da James Blunt insieme a Nik Kershaw, il singolo è stato prodotto da Steve Robson. Blunt ha dichiarato a Metro che questa canzone riguarda la top model britannica Kate Moss. "Sì, è una donna pericolosa", ha detto. Non riuscendo ad approfondire, il cantante ha stuzzicato in modo criptico: "È una di quelle canzoni ingenue piene di energia adolescenziale. L'eccitazione di avere qualcuno, la paura e l'estasi dell'ignoto".

## Video musicale
Il video musicale del brano, diretto da Luc Janin e girato nel club burlesque londinese Volupté, è stato pubblicato il 20 settembre 2011 sul canale YouTube del cantautore. Il video è ripreso dal punto di vista di una donna che attraversa varie stanze del locale, comprese le cucine, fino a quando, alla fine del video, incontra Blunt. Il video è stato girato con un'unica inquadratura.

## Tracce
CD promo / download digitale
1. Dangerous – 3:10

CD maxi single (Danimarca)
1. Dangerous (Album Version) – 3:11
2. Dangerous (Deniz Koyu and Johan Wedel Remix) – 7:06
3. Dangerous (Firebeatz Remix) – 7:11
4. Dangerous (Live at One Mayfair) – 3:14

Remixes – digital single
1. Dangerous (Deniz Koyu and Johan Wedel Remix) – 7:06
2. Dangerous (Firebeatz Remix) – 7:11

## Classifiche
| Classifica (2011) | Posizione massima |
| ----------------- | ----------------- |
| Belgio (Fiandre)  | 125               |